# Raiffeisenbank im Kreis Calw
Die Raiffeisenbank im Kreis Calw eG ist eine deutsche Genossenschaftsbank mit Sitz in der baden-württembergischen Stadt Neubulach im Landkreis Calw.

## Geschichte
Die heutige Raiffeisenbank im Kreis Calw eG entstand im Jahr 2004 durch die Fusion der damaligen Raiffeisenbank Calw eG mit dem Sitz in Neubulach mit der Ebhauser Bank eG – Raiffeisenbank mit dem Sitz in Ebhausen.
Im Jahr 1892 fanden im Geschäftsgebiet erste Gründungen der von Bankkaufmann Friedrich Wilhelm Raiffeisen angeregten Spar- und Darlehenskassenvereine statt. Aus dem ursprünglich stark landwirtschaftlich geprägten Handeln entwickelte sich nach der Jahrhundertwende das Anlage- und Kreditgeschäft. Am 19. Juni 1965 fand die Gründung der Raiffeisenbank Calw eGmbH durch Verschmelzung der Spar- und Darlehenskasse Alzenberg eGmbH (übernehmende Genossenschaft) mit dem Sitz in Alzenberg, der Spar- und Darlehenskasse Liebelsberg eGmbH mit dem Sitz in Liebelsberg, der Spar- und Darlehenskasse Oberkollbach eGmbH mit dem Sitz in Oberkollbach, der Spar- und Darlehenskasse Sommenhardt eGmbH mit dem Sitz in Sommenhardt, der Spar- und Darlehnskasse Bad Liebenzell eGmbH mit dem Sitz in Bad Liebenzell und der Spar- und Darlehenskasse Würzbach eGmbH mit dem Sitz in Würzbach statt.
Zum 21. Juni 1969 erfolgte die Verschmelzung mit der Raiffeisenbank Neuweiler eGmbH mit dem Sitz in Neuweiler, der Spar- und Darlehnskasse Agenbach eGmbH mit dem Sitz in Agenbach, der Spar- und Darlehnskasse Breitenberg eGmbH mit dem Sitz in Breitenberg, der  Spar- und Darlehnskasse Oberkollwangen eGmbH mit dem Sitz in Oberkollwangen und der Spar- und Darlehnskasse Zwerenberg eGmbH mit dem Sitz in Zwerenberg.
Durch die Verschmelzung der Spar- und Darlehenskasse Martinsmoos eGmbH mit dem Sitz in Martinsmoos und der Spar- und Darlehenskasse Oberhaugstett eGmbH mit dem Sitz in Oberhaugstett mit der Spar- und Darlehenskasse Neubulach eGmbH mit dem Sitz in Neubulach am 26. Juni 1967 entstand die Raiffeisenbank Neubulach eGmbH. Diese fusionierte im Folgejahr noch mit der Spar- und Darlehnskasse Altbulach eGmbH mit dem Sitz in Altbulach.
Durch den Zusammenschluss der Raiffeisenbank Calw eG und der Raiffeisenbank Neubulach eG am 8. Dezember 1978 zur Raiffeisenbank Calw eG entstand eine Bank mit insgesamt 41 Mio. DM Bilanzsumme. Es erfolgte die Sitzverlegung nach Neubulach.
Zum 1. Januar 1999 erfolgte die Fusion der Raiffeisenbank Calw eG mit der Raiffeisenbank Altburg eG mit dem Sitz in Altburg. Die damalige Raiffeisenbank Altburg eGmbH fusionierte im Jahr 1969 bereits mit der Spar- und Darlehnskasse Rötenbach eGmbH mit dem Sitz in Rötenbach.
Im Jahre 2004 fusionierten die Raiffeisenbank Calw eG und die Ebhauser Bank eG – Raiffeisenbank mit dem Sitz in Ebhausen zur Raiffeisenbank im Kreis Calw eG. Die damalige Ebhauser Bank e.G.m.b.H. – Raiffeisenbank – fusionierte im Jahr 1969 bereits mit der Spar- und Darlehnskasse Ebershardt eGmbH mit dem Sitz in Ebershardt.

## Rechtsverhältnisse
Die Raiffeisenbank im Kreis Calw eG ist im Genossenschaftsregister beim Amtsgericht Stuttgart unter GnR 330016 eingetragen.

## Organisationsstruktur
Rechtsgrundlagen sind das Genossenschaftsgesetz und die durch die Generalversammlung beschlossene Satzung. Organe der Bank sind der Vorstand, der Aufsichtsrat und die Generalversammlung.

## Sicherungseinrichtung
Die Raiffeisenbank im Kreis Calw eG ist der amtlich anerkannten Sicherungseinrichtung des Bundesverbandes der Deutschen Volksbanken und Raiffeisenbanken GmbH und der zusätzlichen freiwilligen Sicherungseinrichtung des Bundesverbandes der Deutschen Volksbanken und Raiffeisenbanken e.V. angeschlossen.

## Geschäftsausrichtung
Die Raiffeisenbank im Kreis Calw eG betreibt das Universalbankgeschäft. Im Verbundgeschäft arbeitet sie mit der DZ Bank, R+V Versicherung, Bausparkasse Schwäbisch Hall, Teambank, VR Leasing, DZ Hyp, SDK Versicherungen und der Union Investment zusammen. Sie gehört der Finanzgruppe Volksbanken Raiffeisenbanken an.

## Geschäftsgebiet
Das Geschäftsgebiet liegt im Zentrum und Nordosten des Landkreises Calw und erstreckt sich entlang der Nagold von Ebhausen bis nach Calw.
An diesen Orten betreibt die Bank Filialen:
- Neubulach (jur. Sitz, Geschäftsstelle)
- Neuweiler (Geschäftsstelle)
- Ebhausen (Geschäftsstelle)
- Altburg (Geschäftsstelle)
- Calw-Kimmichwiesen (Geschäftsstelle)
- Oberkollbach (Geschäftsstelle)

## Ausbildung
Jährlich werden ca. 5 Ausbildungsplätze in den Ausbildungsberufen Bankkaufmann, Finanzassistent und im Studium Bachelor of Arts – Fachrichtung BWL/Bank besetzt.